# シグマ・MC75
シグマ・MC75（シグマ・エムシー75）は、1975年（昭和50年）にシグマオートモーティブ（現在のサードの母体）が設計・開発を行い、トヨタの1.6リットルターボエンジン・2T-Gを搭載したスポーツカーである。国際自動車連盟（FIA）の定めるグループ5規定（当時）に準拠する。

## 概要
シグマ・MC73により日本車として初めて1973年のル・マン24時間レースに参加したシグマ・オートモーティブが1975年のル・マン24時間レース用に作成したマシンである。エンジンはそれまでのマツダロータリーエンジン12A型から、トヨタの2T-Gターボエンジンに変更しシグマ代表の加藤眞自らチューンした。元々加藤眞はトヨタ自動車販売（現トヨタ自動車）出身であり、シグマのル・マンチャレンジは当初トヨタエンジンで行う予定だったが諸般の事情で急遽マツダエンジンに変更された経緯があり、3年目にしてようやくトヨタエンジンでの参加が実現した。
スポンサーにはマールボロが付いた。日本のレーシングチームでマールボロのフルカラーに塗装されたマシンはこのシグマMC75が最初と言われている。
ドライバーは前年に続き元トヨタワークスの高橋晴邦、1973年に続く鮒子田寛、トヨタ系若手の森泰正のトリオ。
2T-Gターボは1973年の富士1000kmレースでトヨタワークスのセリカターボが総合優勝はしたものの、当時の技術とプライベーターのシグマのチーム力ではまともに走らせることすらなかなか難しく、国内の富士グランチャンピオンレース（富士GC）でデビューしたものの完走すらおぼつかない状態だった。本番のル・マンでも予想通りまともには走れず、タイムも伸びない中、予選落ちした。しかしノースアメリカンレーシング（NART）のフェラーリが予選で自らの1台がこれも予選落ちしたのを不服に思い決勝を撤退、リザーブから繰り上がる結果となり決勝に進出した。決勝では、ターボパワーを生かして一時10位以内を走る健闘を見せたが、4時間でエンジン油圧低下に見舞われ、2時間以上かけて修理したがトラブルが再発、リタイヤした。

## 基本構成

### シャーシ
シャーシの基本構成は、センターのツインチューブ・モノコックとリアサブフレームから成っている。
モノコックのフロントバルクヘッドには、21mmのスチール角パイプにアルミ・パネルを張ったフットボックスが接続され、このフットボックス左右にサスペンションのピックアップが設置されている。
モノコックは、アウター/インナーパネルに1.6mm厚、補助的に1.2mm厚の17Sのアルミパネルを採用して、モノコックセクションの重量を前年度MC74より約15㎏軽量化した。シャーシの基本諸元のトレッドとホイールベースは、MC74とほぼ同等で、ボディ・カウルのサイズ変更を実施した。
燃料タンクは、ドライバー背後のシート・タンクで120Lの容量を持つ。
リアサブフレームは、エンジンマウント用の簡潔なスチール・パイプ・フレームとヒューランドFG400のベルハウジング上のトランスバース・フレーム、及びロールバーとトランスバース・フレームを結合する太い2本のロールバー・ストラットにより構成されている。またエンジン自体をストレスメンバーとして、モノコック後端に結合されている。
コンポーネント配置は。ラジエター（VWシロッコ用のアルミ製コアと樹脂フレームの軽量ラジエター）をモノコック両サイドに後退マウント、オイルクーラーはギアボックス上に、消化器はドライバーの膝の下、オイルタンクは左側モノコックチューブの前端にマウントされる。
なお車重は、2000㏄の重量で設計され、ル・マン挑戦時には、バラストを搭載して車両重量調整を行った。

### サスペンション
フロント
上下スチールパイプ製Aアームによるダブル・ウイッシュボーンでアンチダイブ・ジオメトリを採用している。
コニ製ダンパー/コイルユニットは、フットボックス前端にインボード・マウントされている。ホイールの奇跡は、ロアAアーム→コネクティング・リンク→変形ロッカー・アーム（レバー比1：1）を通じてダンパーユニットに伝達される。
ブレーキは、ロッキード製のベンチレーテッド・ディスクをアウトボードにマウントしている。
リア
シングル・トップリンク/ロアー非平行リンクと上下ラジアスロッドの組み合わせによる変形4リンク式。
サスペンション形式は、MC74と同様だがジオメトリを改良され、アッパーラジアスロッドは、モノコックリアバルクヘッド、ロアーラジアスロッドはサブフレームのエンジンマウント部にビポットされアンチ・スクォート性を高めた。
コニ製ダンパー/コイルユニットは、アウトボード、ロッキード製のベンチレーテッドディスクはインボードに配置される。
前後アップライトは、シグマ製のマグネシウム鋳物、ホイールもシグマ製でいずれも4本スタッド・ボルトによるボルト・オン・タイプ。
ドライブシャフトは、東洋ベアリング(NTN)製のCVジョイント

### ボディ・カウル
MC74は、抗力係数を可能な限り小さくしてカウル表面での気流の乱れを抑えていたが、ミュルサンヌでの最高速度は、MC73よりも低かった。
そこで MC75は、MC74より前方投影面積の減少、リアの乱流発生を抑制して抵抗を抑え、ダウンフォースは、フロントがノーズ形状/リアがウイングで確保する方向で設計した。
ノーズは、不要な揚力発生を阻止するために思い切ったダルノーズとして、ダウンフォースは、左右フェンダー間の谷間を思い切って低め、塵取り型スペースを生み出すことによって確保した。ボディ上面は、ほぼフラットだがコックピット後部で一旦その形状が途切れる。
ロールバーを含むリアセクションは、エンジンカウルの該当部分は、ロールバーの後端から猫背のエンジンカウルで完全に覆われ、テール・エンドは急激な尻下がりとなる。
ウイングは、その後方に置かれる。ロールバー以降のシルエットは、猫背部分に細かい階段が刻まれ。テールに近づくにつれ、ルーバーとなる。

### エンジン
シグマ創立以来の念願であった、トヨタの2T-G型1600㏄DOHCターボチャージドエンジン（以下2T-Gターボ）を使用した。シグマ社内にエンジンメンテナンスを行うHKSを設立して、トヨタから部品を供給してもらい､シグマのHKSで組み立て及びメンテナンスを実施した。
このエンジンは、トヨタの2T-Gに、ラジョイ製排気タービン・コンプレッサーとギャレット製排気バイパス・コントロール・バルブを備えている。レイアウトは、排気パイプの後方にターボチャージャーと排気コントロールバルブが置かれ、トヨタのセリカ搭載時（1973年富士1000km）よりも加給パイプの取り回しがシンプルになった。
与圧チャンバーには、2個のエア・リリーフ・バルブが設けられ、余剰エアの放出を行う。キャブレーションは、電子制御燃料噴射システム（EFI）で、マニホールドにインジェクターをもち、ミクスチャやタイミングコントロールは、コックピット左端のコンピュータボックス上の4個のノブで調整可能にしている。燃焼室は、半球型の2バルブで高圧縮下での燃焼時間短縮のため、1気筒あたり2プラグの点火システムを採用。
出力は、最高出力330ps/9000rpm、最大トルク26kgm/7000rpmでル・マンでは耐久性を考慮して280ps程度の出力で完走を目指した。
しかしながら、2T-Gターボは1973年の富士1000kmレースでトヨタワークスのセリカターボが総合優勝はしたものの、当時の技術とプライベーターのシグマのチーム力では,ターボチャージャーと電子制御関連の取り扱いが難しく、まともに走らせることができなかった。

## レースでの成績
シグマ・オートモーティブは、1975年にマルボロをメインスポンサーとして富士GC全5戦と年日本海グランチャンピオンレースとル・マン24時間レースと全日本富士1000kmに参戦した。富士GCは鮒子田寛、ル・マン24時間レースは鮒子田寛/高橋晴邦/森泰明の3名、全日本富士1000kmは、鮒子田寛/森泰明の2名で参戦した。
1976年に、FIAは、2座席スポーツカーをグループ6に改称したのでマシン名称をシグマGC761に変更して、森泰明で鈴鹿のジュエルシリーズ2戦と全日本富士1000kmに森泰明/鈴木恵一のコンビで合計3戦に参戦した。

### 1975年富士グランチャンピオンレース（GC）
富士GCは、エンジン規定で「1600㏄ターボ」の参加が認められていた。そこでシグマは、富士GC用マシンとしてシグマMC75で鮒子田寛をメインドライバーと全5戦参戦した。

#### 第1戦富士300kmスピードレース（3/23）
予選
PP：高原敬武（マーチ・74S/BMW）1分17秒89 鮒子田は、サスペンショントラブルが発生し、原因追求と対策のため予選2回共で予選走行できなかった。
決勝
決勝は、2ヒート制であったが、電気系トラブルによるエンジンストップがスタート前の周回中に発生して、決勝での走行できず

#### 第2戦富士グラン250km（6/7 - 8）
予選
PP 高原敬武（マーチ74S/BMW）1分18秒31 鮒子田 12位1分21秒35
決勝 
25周 サスペンショントラブルでリタイヤ

#### 75年日本海グランチャンピオンレース（8/23 - 24）日本海間瀬サーキット
本レースは、GCとは関連のないエキシビション・レースであるが、間瀬サーキットが主催したレースで、GCマシンを招へいして開催された。
シグマもこのレースに参加した。マシンのフロントカウルの左右フェンダ間にウイングを設置とリアウイング位置を上へ上げて参戦した。
予選
PP 長谷見昌弘 58秒9（マーチ・73S/日産L18） 鮒子田 9位 1分0秒3
決勝
決勝は、2ヒート制で1ヒート20周//2ヒート20周の合計40周
鮒子田は、1ヒートは4位だったが、2ヒート目で足回りの異常が出てピットインし、合計39周の周回で、総合9位となった。

#### 第3戦富士インター200マイルレース（9/6 - 7）
新たにストレートにシケインが設置された。このシケインは、本レースのみのトライアル。
予選
PP 桑島正美（マーチ・74S/BMW）1分20秒74 鮒子田 14位 1分24秒73
決勝
決勝は、2ヒート制で1ヒート25周/2ヒート35周の合計60周
鮒子田は、1ヒート 24周で10位/2ヒート 20周でDQ 総合14位

#### 第4戦富士マスターズ250km（10/12 - 19）
本来のスケジュールでは、決勝は10/12に開催される予定であったが、雨と霧の為決勝は、1週間延期となった。
マシンは、エアクーラ（インタークーラー）をロールバーの下側に設置した。
予選
PP J.P.ジャブイーユ 1分17秒11（アルピーヌ・ルノー） 鮒子田 13位 1分20秒41
決勝
決勝は、10/12に開催予定だったが、雨と霧の為1週間延期
決勝は、2ヒート制で1ヒート20周/2ヒート30周の合計50周で開催
鮒子田は、1ヒートは19周で完走したが2ヒートはエンジントラブルで6周でリタイヤ 総合16位

#### 第5戦富士ビクトリー200km（11/22 - 23）
レースは、予選・決勝とも雨の中で開催された。
マシンは、フロントカウルが伸ばされ、前端両サイドに浮き上がり防止用プレートを追加し、左右フェンダとセンタ部の間の切り立った段差を滑らかにして、リアカウルもロールバー覆い部を滑らかにすると同時に後部に伸ばした。また排気系を短くして、排気管先端を左側後輪直前に移設した。また電気系もイグナイター（CDI）/コイルを2個に変更した。
予選
雨の中で予選が開催
PP 高橋国光 1分26秒20（マーチ・73S/BMW）鮒子田 10位 1分29秒76
決勝
雨の中で鮒子田は、3周でリタイヤ

### 1975年ル・マン24時間レース（6/14 - 15）
予選のシステムが、前年度より変更になった。
予選通過を果たすために、120Lの最大積載燃料規定のもとで、燃料補給なしに、サルテ・サーキット（1周13.64km）を最低20周あるいは170マイル（273.5km）を走破することが義務付けられた。またレース決勝におけるマシンの修復の規制が大幅に緩和され、壊れたボディパネルあるいは他のメカニカル・コンポーネントの交換が自由になった。
シグマは、ターボ搭載の1600㏄DOHCで約275psで3000㏄クラスに編入となったが最低重量637kgで参戦した。なおシグマが参戦したグループ5の3000㏄クラスでは、シグマ以外はN/Aで、ターボ付きはシグマのみであった。
予選タイムは、4分22秒1でグリッド31番目のタイムを記録したが、「3000㏄グループ5クラスからの出走は、エントリ13台中上位より10位まで」というレギュレーションに適合せずに予選落ちとなった。
決勝では、ノースアメリカンレーシング（NART）のフェラーリが予選で自らの1台がこれも予選落ちしたのを不服に思い決勝を撤退、リザーブから繰り上がる結果となり決勝に進出した。決勝では、ターボパワーを生かして一時10位以内を走る健闘を見せたが、4時間でエンジン油圧低下に見舞われ、2時間以上かけて修理したがトラブルが再発、リタイヤした。

### 1975年全日本富士1000kmレース（7/27）
シグマは、鮒子田/森のコンビでRクラスにル・マンと同一仕様で参戦。
ワンデーレースで、予選はなかった。
決勝は、オイル関連のトラブルが発生して、完走ができなかった。

### 1976年鈴鹿ジュエルシリーズ
鈴鹿で開催された GCレース。計3戦開催されたが、シグマは うち2戦に参戦。
マシンは、昨年のGC第5戦の仕様で参戦した。

#### ガーネット鈴鹿200km（1/10 - 11）
予選
PP 高原敬武（マーチ74S/BMW）2分01秒2 森 5位 2分03秒6
決勝
6周で左リアホイール脱落でリタイア

#### 鈴鹿ビッグジョン・トロフィ・レース200km（7/3 - 4）
予選
PP 星野一義（マーチ・74S/BMW） 2分0秒1 森 9位 2分9秒0
決勝
1周遅れの24周で9位

### 1976年全日本富士1000kmレース（7/25）
シグマは、森泰明/鈴木恵一で参戦。
22周でリタイヤ